# Liste von Zuflüssen der Rhone

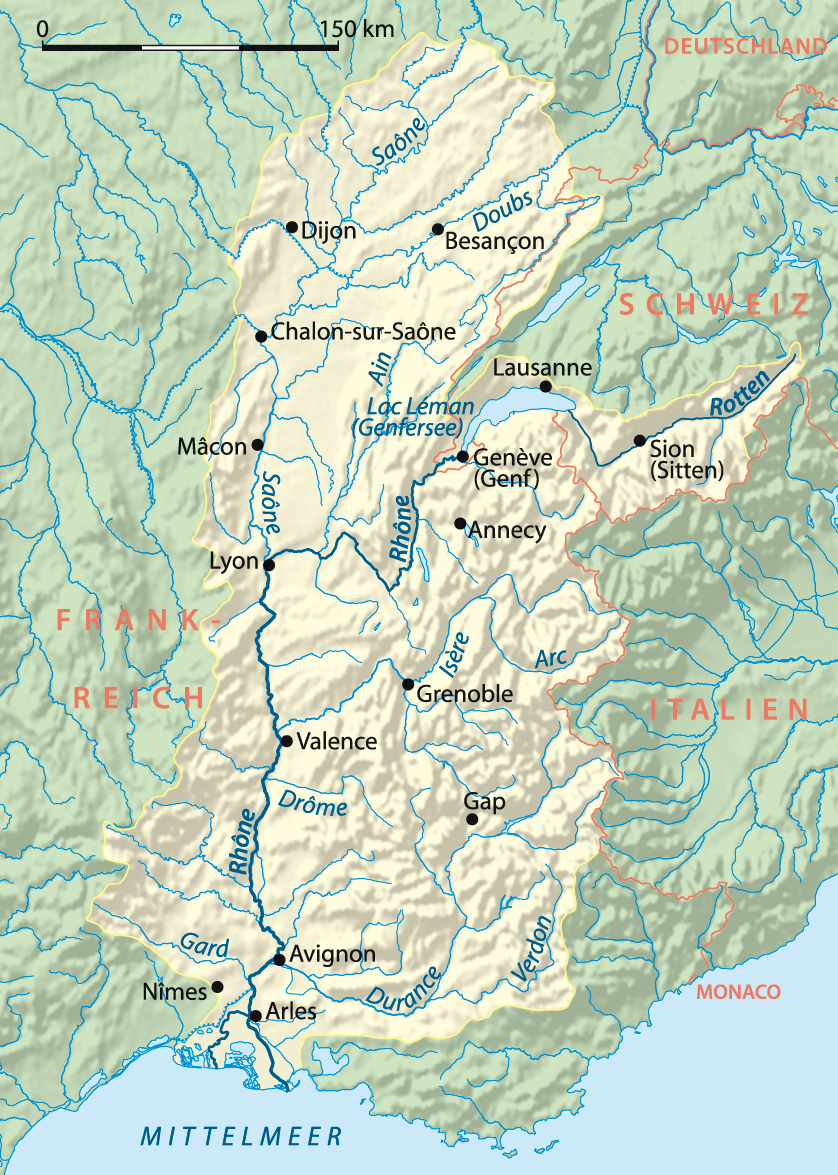
Verlauf und Einzugsgebiet der Rhone

Die Liste von Zuflüssen der Rhone beinhaltet auch kleine Zuflüsse der Rhone (französisch: Rhône, Walliserdeutsch: Rotten). Sie ist ab der Quelle 812 Kilometer lang. Ihr Einzugsgebiet beträgt 95.500 Quadratkilometer. Auf den ersten etwa 80 Kilometern trägt sie im deutschsprachigen Gebiet den Namen Rotten.

## Zuflüsse des Rotten in der Schweiz
Zuflüsse des Rotten in der deutschsprachigen Schweiz:

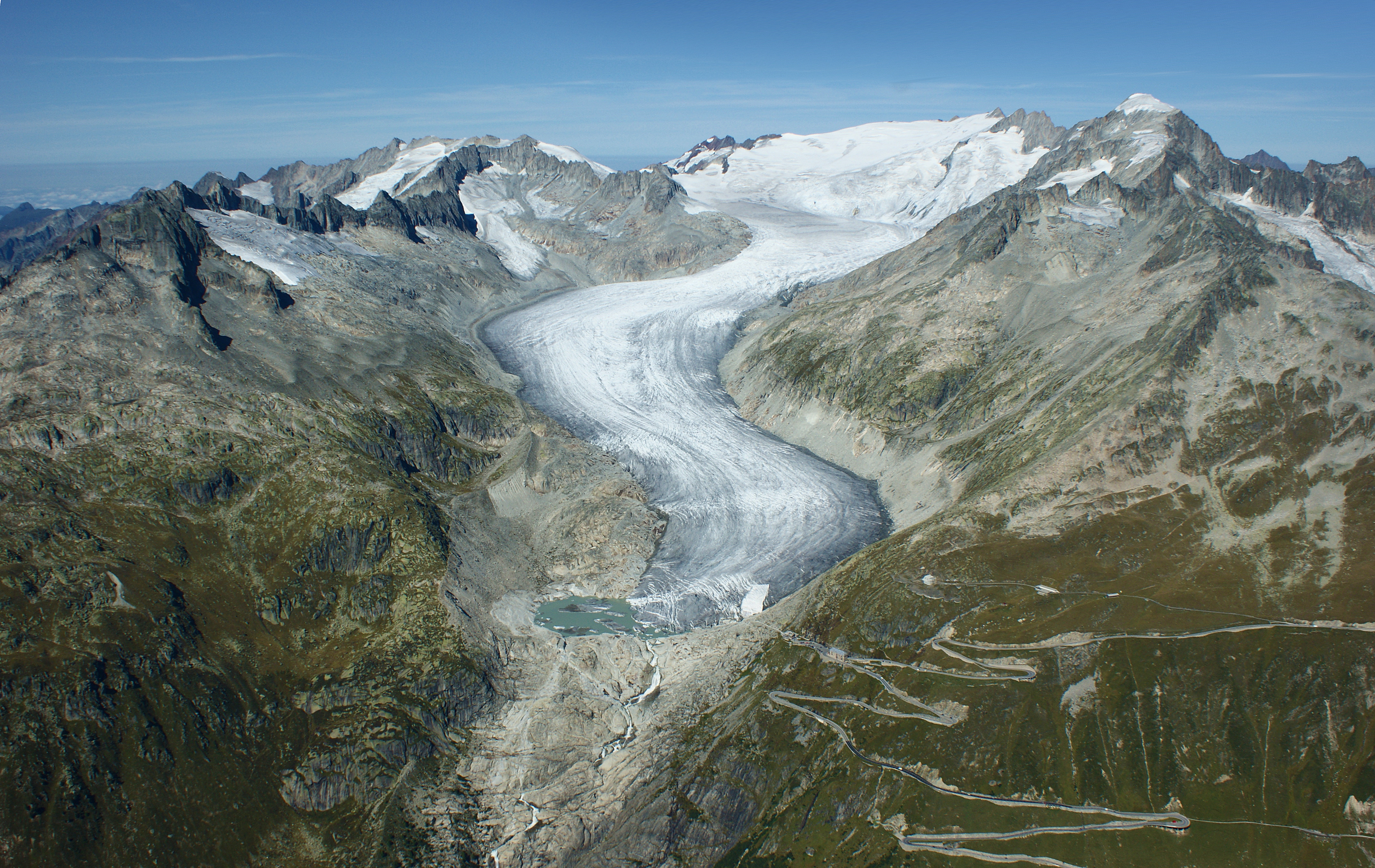
Rhonegletscher

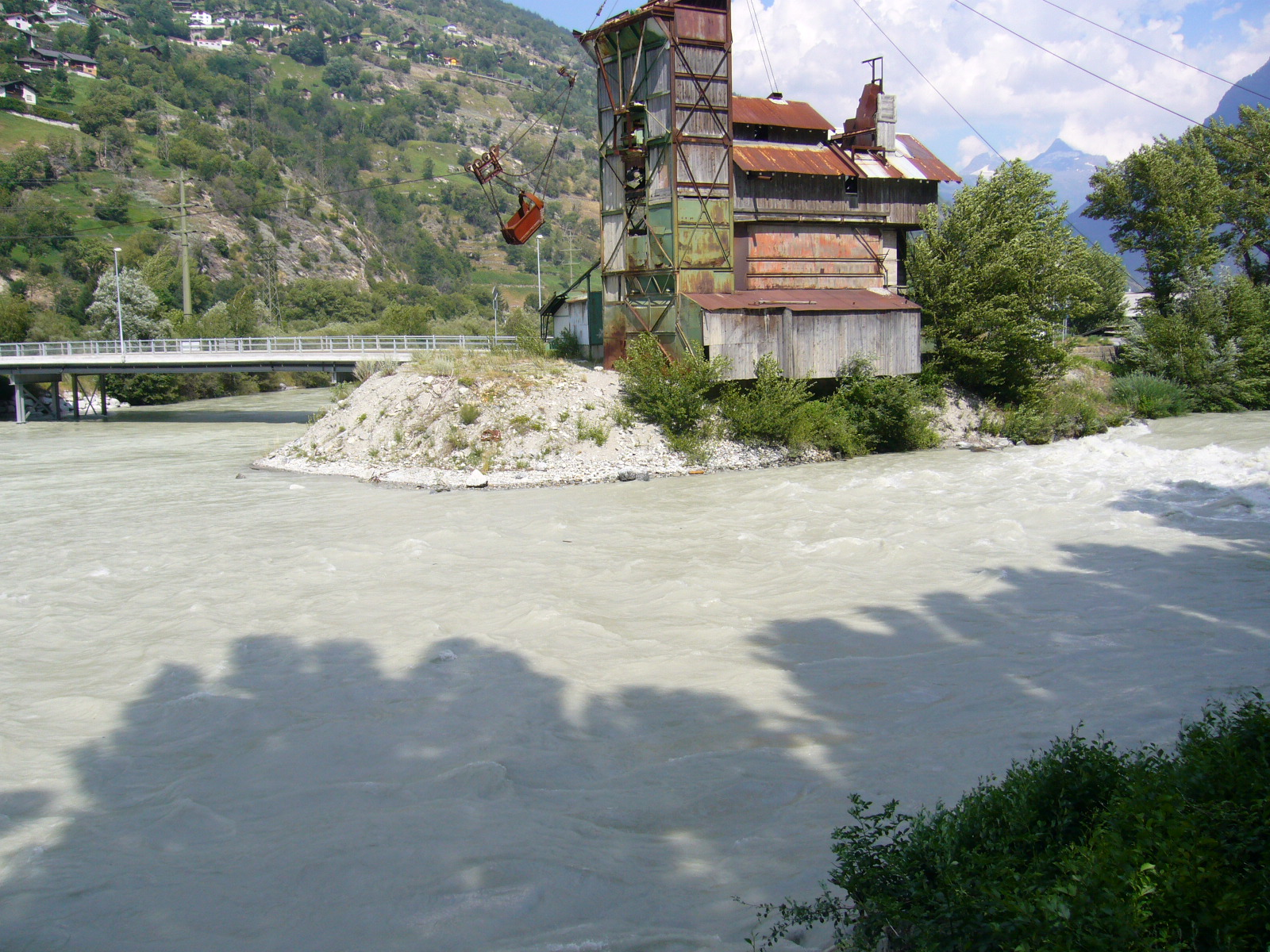
Mündung der Vispa in den Rotten

| linke Zuflüsse: - Muttbach - Lengesbach - Goneri - Löüwenebach - Cheerbach - Ägene - Linnebächi - Vordermattbach - Mossmattebach - Merexebach - Löwwibach - Blinne - Ritzibach - Spissbach - Chrimpebach - Bettulbach - Rufibach - Löüwibach - Milibach - Binna - Milibach - Äritschgrabe - Bättligrabenbach - Gifrischgrabenbach - Saltina - Gamsa - Vispa - Tennbach - Turtmänna - Meretschibach - Illbach | rechte Zuflüsse: - Totenseebach - Rätischbach - Jostbach - Milibach - Oberbach - Minstigerbach - Reckingerbach - Walibach - Hilperschbach - Wilerbach - Schwarze Brunne - Weisswasser - Alte Bach - Deischbach - Spielbach - Bettmerbach - Brummbach - Teffe Bach - Mörelbach - Tunnetschbach - Massa - Chelchbach - Milchbach - Mundbach - Baltschiederbach - Bietschbach - Jolibach - Lonza - Tschingel - Feschilju - Dala - Gulantschi |

## Zuflüsse der Rhone in der Schweiz
Zuflüsse der Rhone in der französischsprachigen Schweiz:

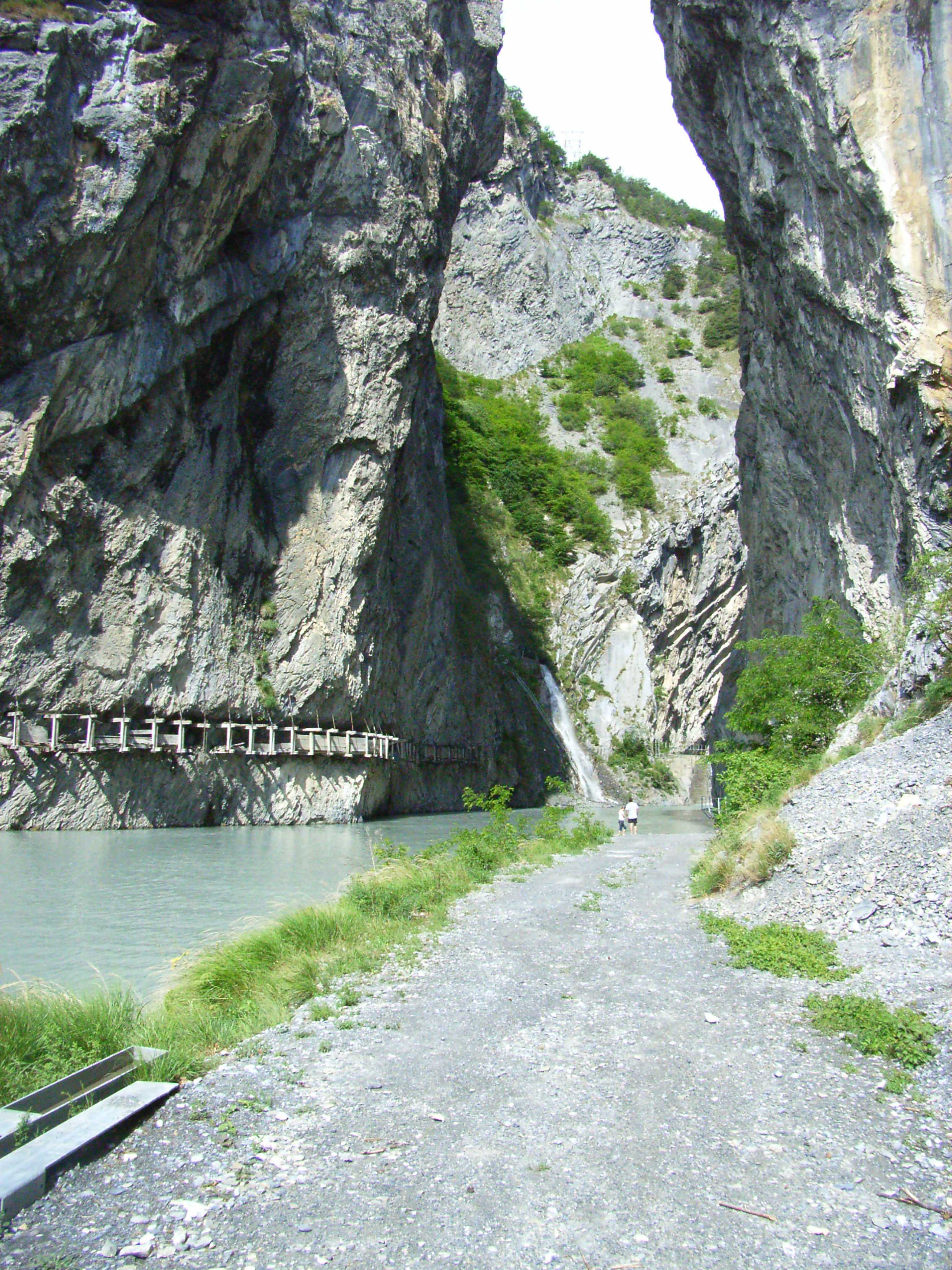
Die Lizerne

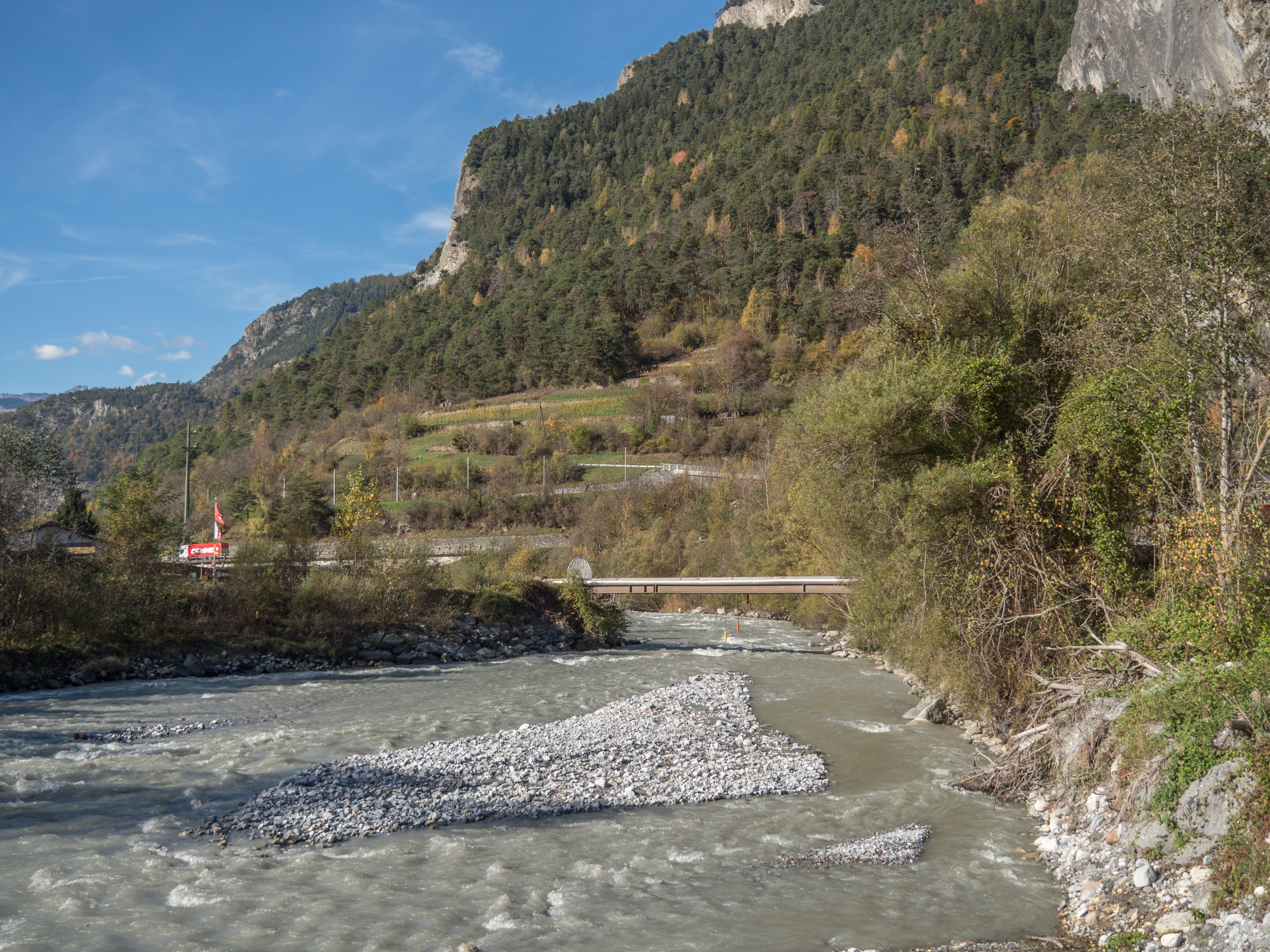
Die Dranse

| linke Zuflüsse: - Navisence - Dérochia - Borgne - Ruisseau de Salins - Printze - La Fare - Dranse - Canal du Syndicat - Trient - Salanfe - Torrent de St Barthélemy - Mauvoisin - La Rogneuse - Vièze - Fossau → Zuflüsse des Genfersees (CH & F) - Arve - Ruisseau des Communes - Ruisseau des Evaux - Nant de Borbaz - Nant des Crues - Laire - Longet | rechte Zuflüsse: - Raspille - Sinièse - Liène - Sionne - Morge - Lizerne - Le Grand Canal - Losentse - Salentse - Canal de Fully - Aboyeu - Avançon - Courset - Gryonne - Grande Eau → Zuflüsse des Genfersees (CH) - Nant des Grebattes - Nant de la Noire - Nant de l'Avril - Châtelet - Allondon - Ruisseau des Charmilles |

## Zuflüsse des Genfersees

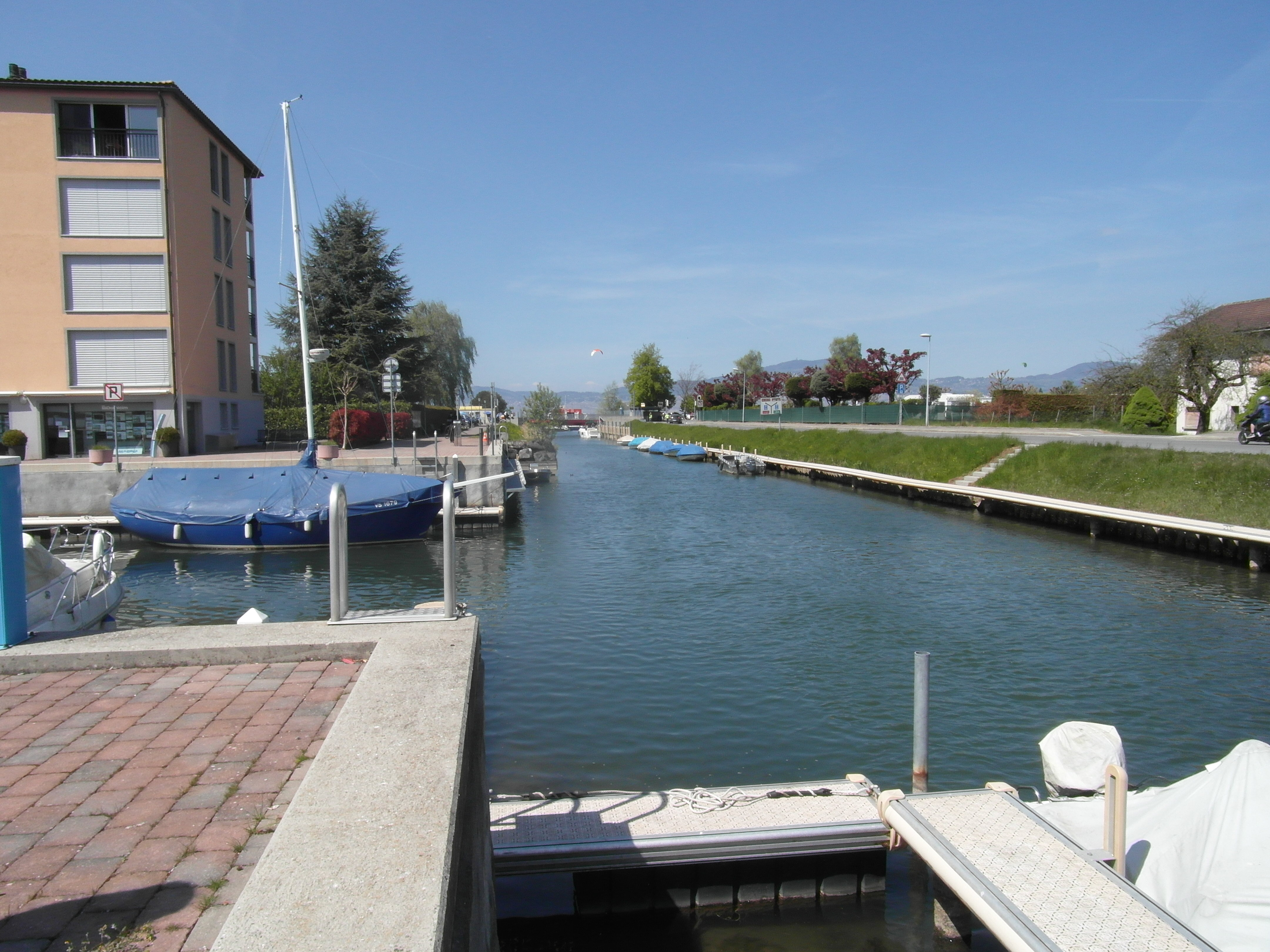
Stockalperkanal

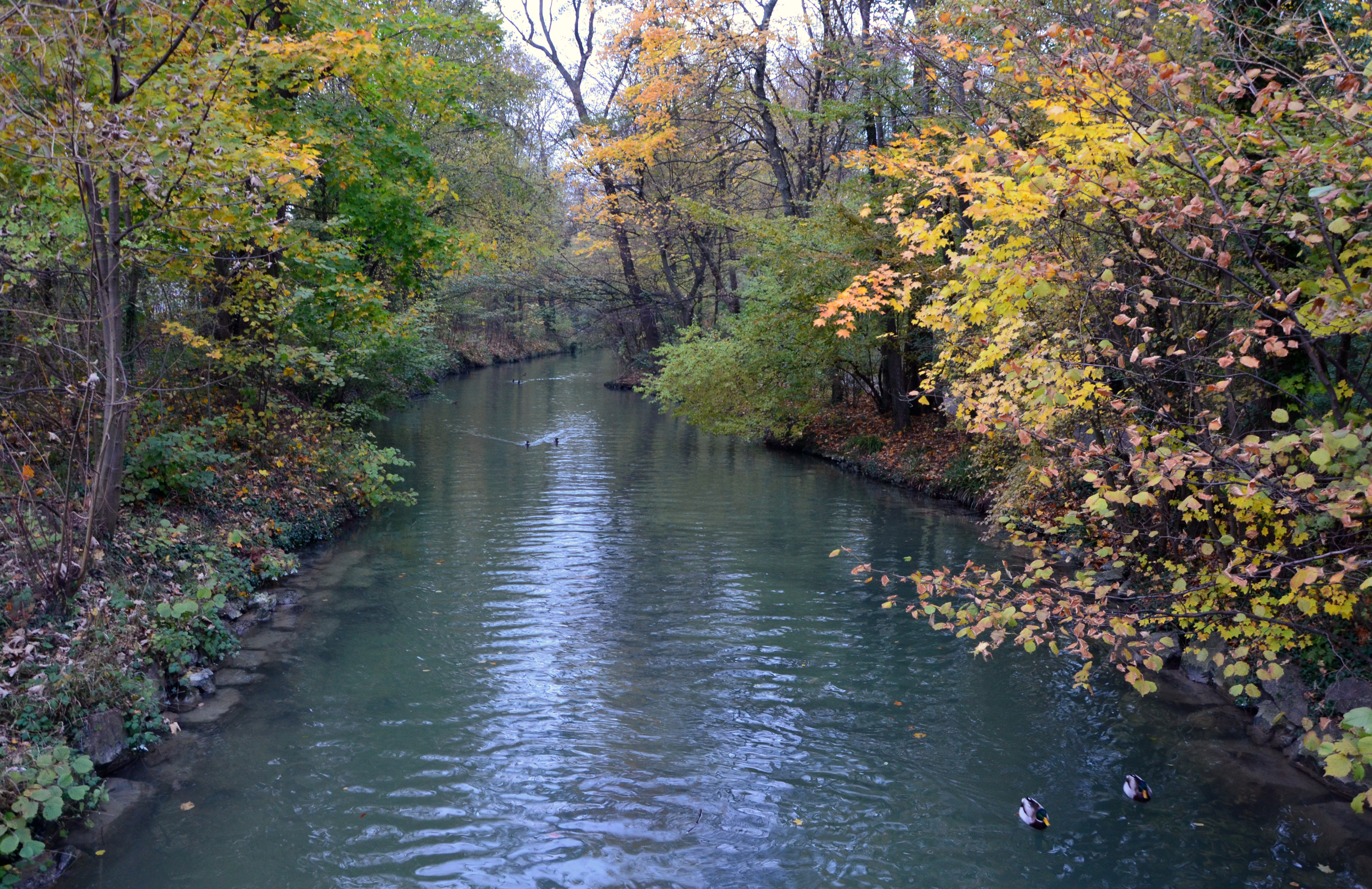
Die Chamberonne

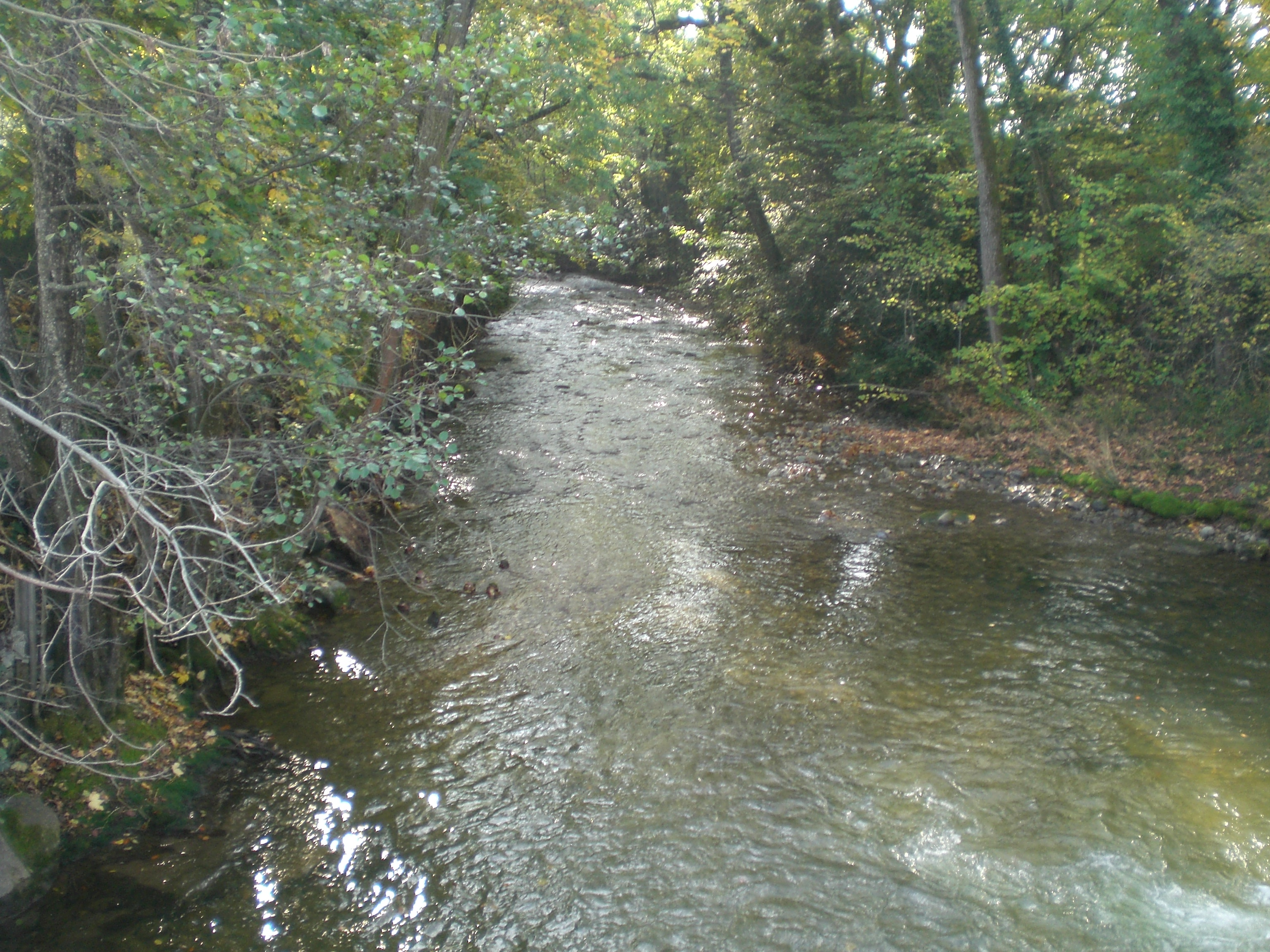
Die Promenthouse

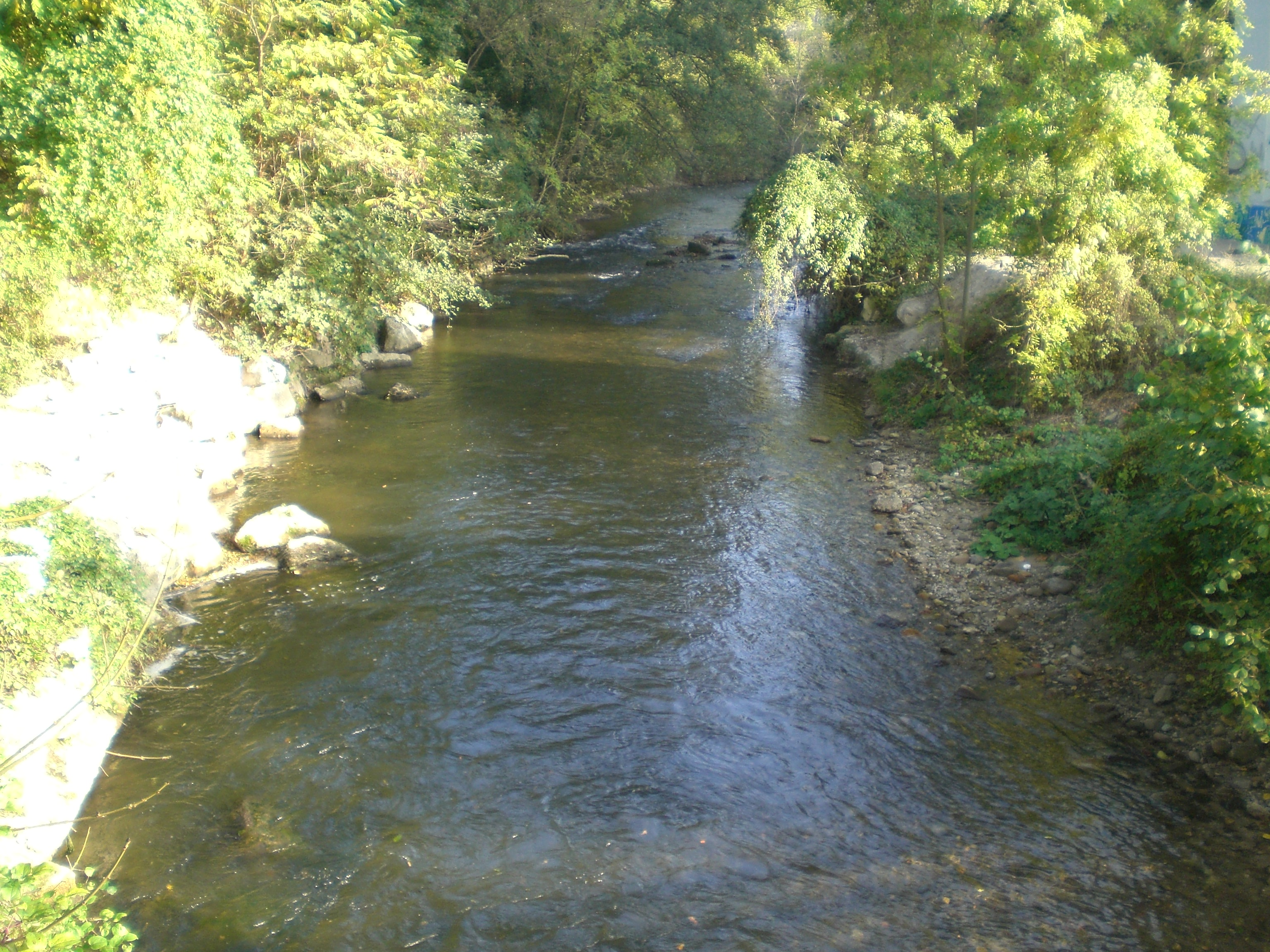
Die Versoix

| linke Zuflüsse (CH & F): - La Benna - Stockalperkanal - Tové - Morge - Ruisseau de la Chéniaz - Ruisseau du Locum - Ruisseau de la Corne - Ruisseau de la Carrière - Dranse - Ruisseau de Drainan - Ruisseau de Coppy - Ruisseau de Montigny - Ruisseau de Forchez - Dranse - Pamphiot - Redon - Dronzet - Foron - Vion - Mercube - Ruisseau des Pâquis - Vorze - Ruisseau des Léchères - Hermance - Nant d'Aisy - Nant de Cherre - Nant de Fosaz | rechte Zuflüsse (CH): - Vieux Rhône - Grand Canal - Canal de Praz-Riond - Eau Froide - Tinière - Veraye - Baye de Montreux - Baye de Clarens - Ruisseau de la Maladaire - Ognona - Veveyse - Salenche - Forestay - Daley - Lutrive - Paudèze - Vuachère - Flon - Chamberonne - Venoge - Bief - Morges - Boiron de Morges - Ruisseau des Chenaux - Aubonne - Eau Noire - Flon de Tartegnin - Gillière - Dullive - Promenthouse - Asse - Boiron de Nyon - Nant du Pry - Canal le Brassu - Canal le Grenier - Torry - Nant de Braille - Versoix - Vengeron - Gobé |

## Zuflüsse der Rhône in Frankreich

### Zuflüsse bis Saônemündung

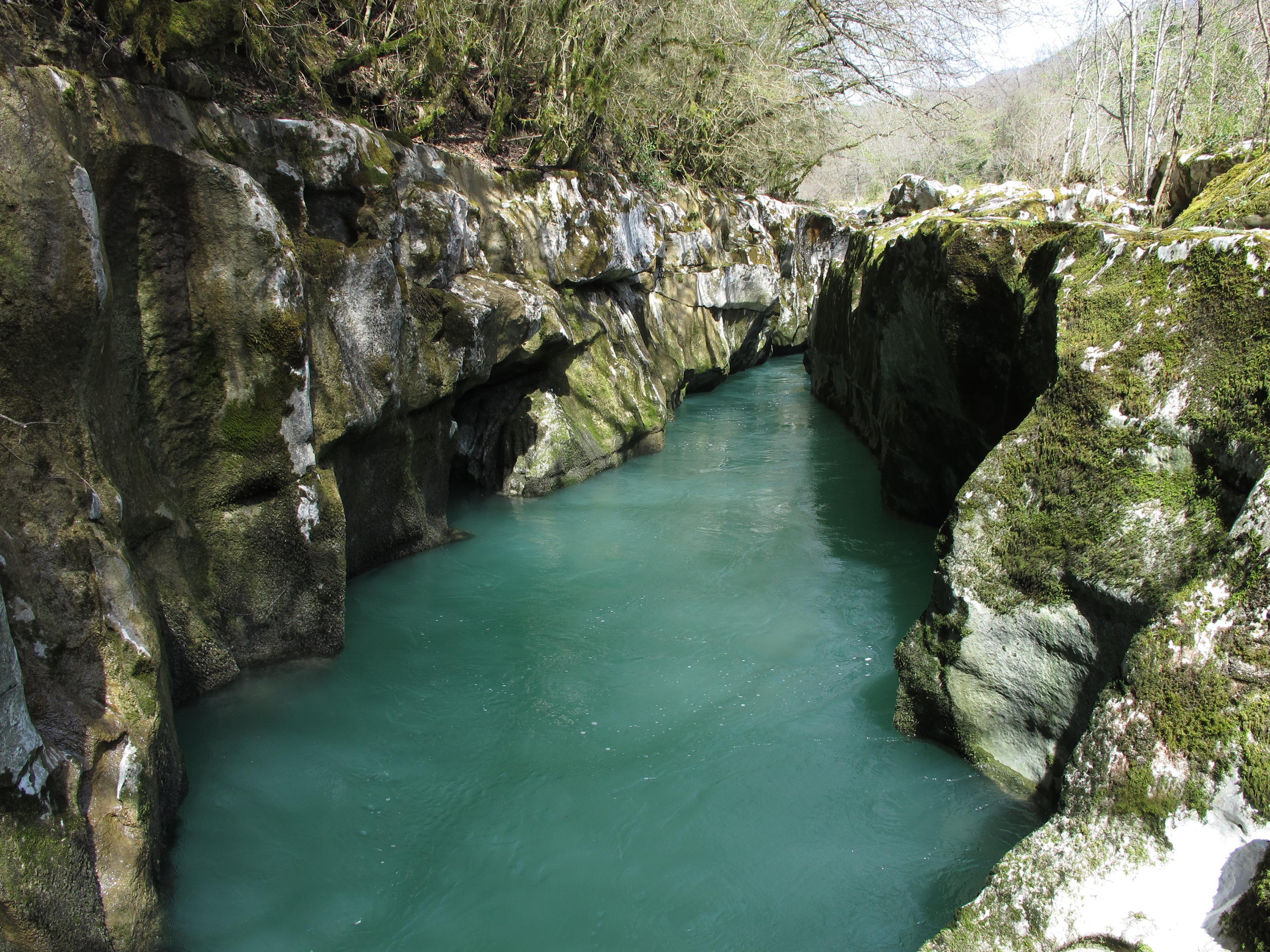
Die Valserine

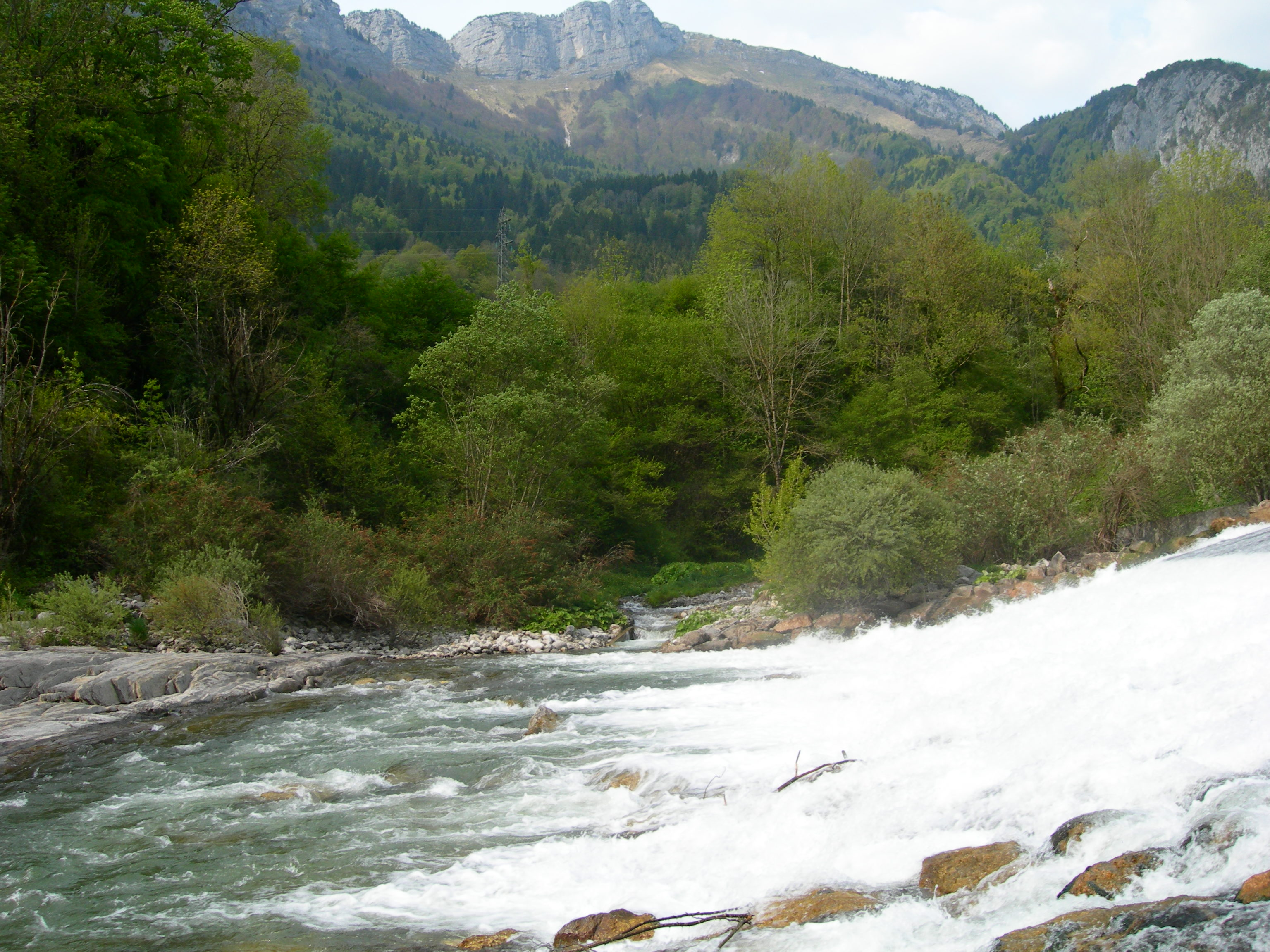
Der Fier

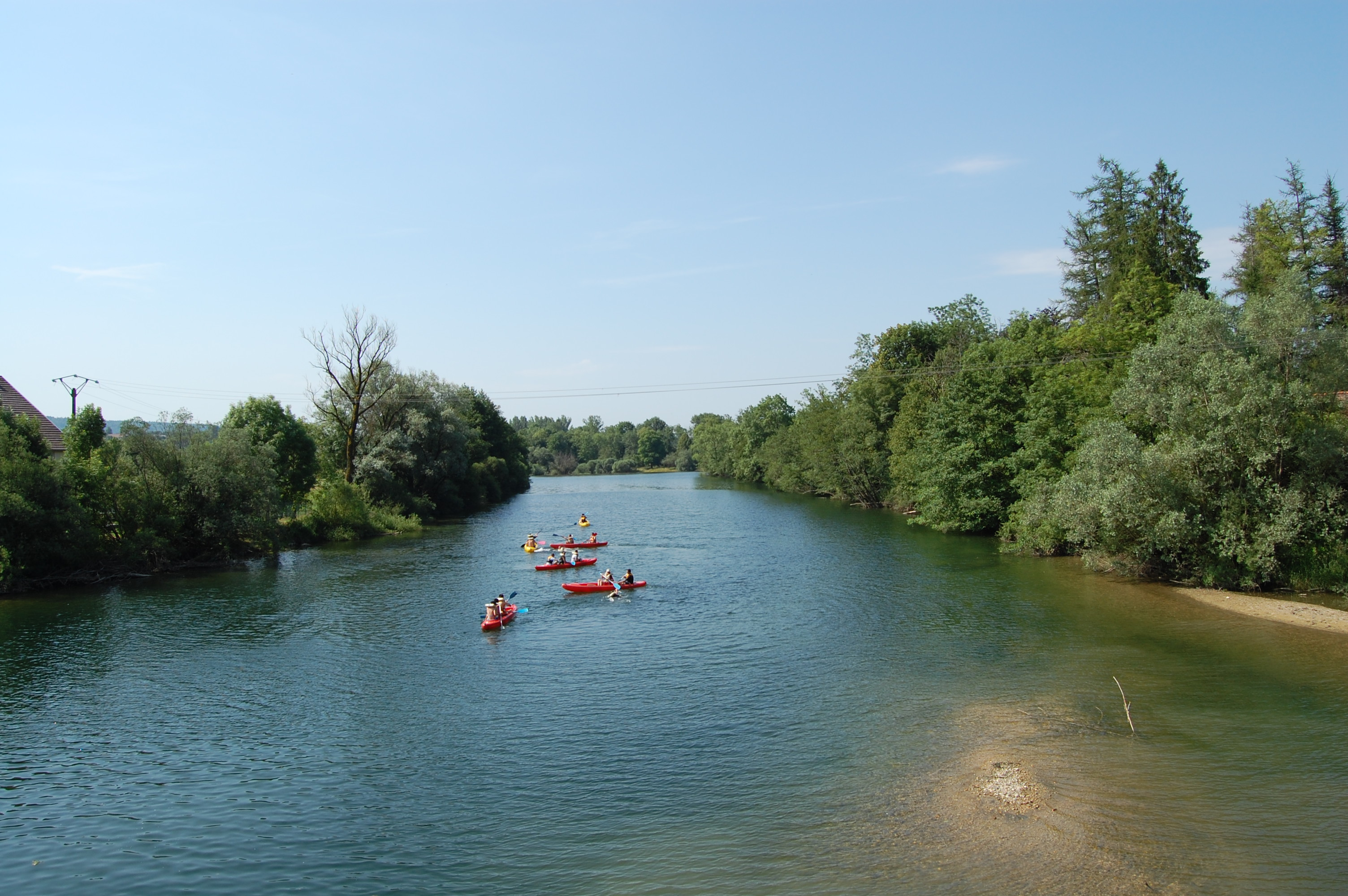
Der Ain

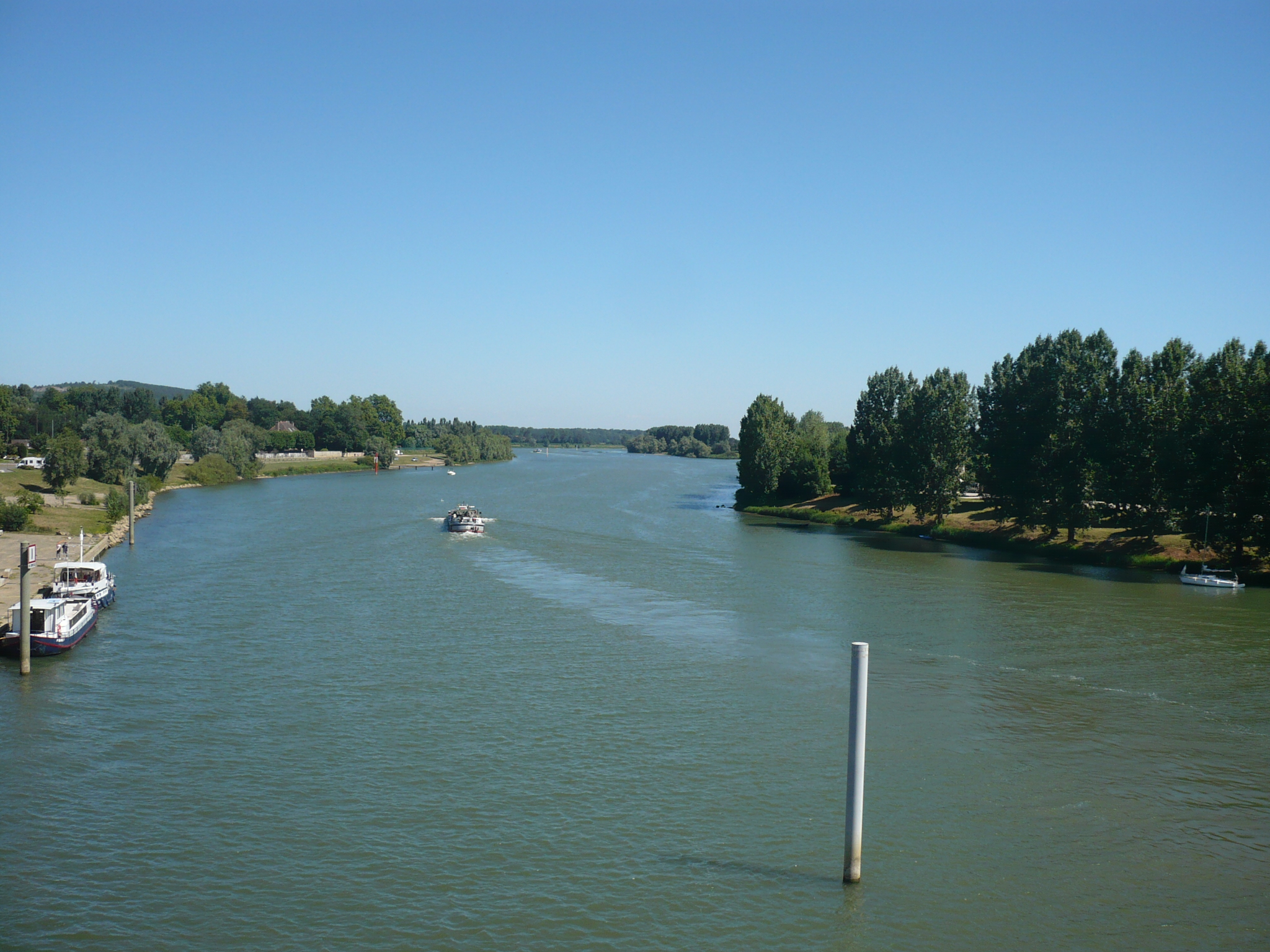
Die Saône

| linke Zuflüsse: - Nat de Vosogne - Ruisseau de Couvatannaz - Ruisseau de Parnant - Ruisseau de Balavent - Ruisseau de la Morte - Ruisseau de Cally - Ruisseau de Baud - Ruisseau Pissieu - Usses - Ruisseau de Saint-Nicolas - Fier - Canal de Savières - Lône - Flon - Ruisseau de Côte Envers - Guiers - Bièvre - Huert - Save - Ruisseau de Reynieu - Ruisseau du Vert - Chogne - Furon - Ruisseau de Laye - Amby - Girondan - Girine - Bourbre - Ratapon | rechte Zuflüsse: - Annaz - Ruisseau de Rochefort - Blanchet - Ruisseau de Nambin - Valserine - Fulie - Ruisseau de Lierna - Poet - Ruisseau de la Fontaine des Malades - Ruisseau de Bérentin - Vézéronce - Ruisseau des Lades - Nant Troublé - Ruisseau des Peillettes - Ruisseau de la Dorches - Ruisseau de Peysieux - Ruisseau de Volage - Ruisseau de Brive - Ruisseau de Rhémoz - Verdet - Séran - Furans - Gland - Morte - Ruisseau de la Gorge - Ruisseau du Moulin - Brive - Perna - Ruisseau des Marais - Rhéby - Nérivent - Ruisseau des Tournes - Riou - Ruisseau de Balmat - Ruisseau du Polon - Ain - Cotey - Sereine - Ruisseau du Moliet - Saône |

### Zuflüsse von Saônemündung bis Valence

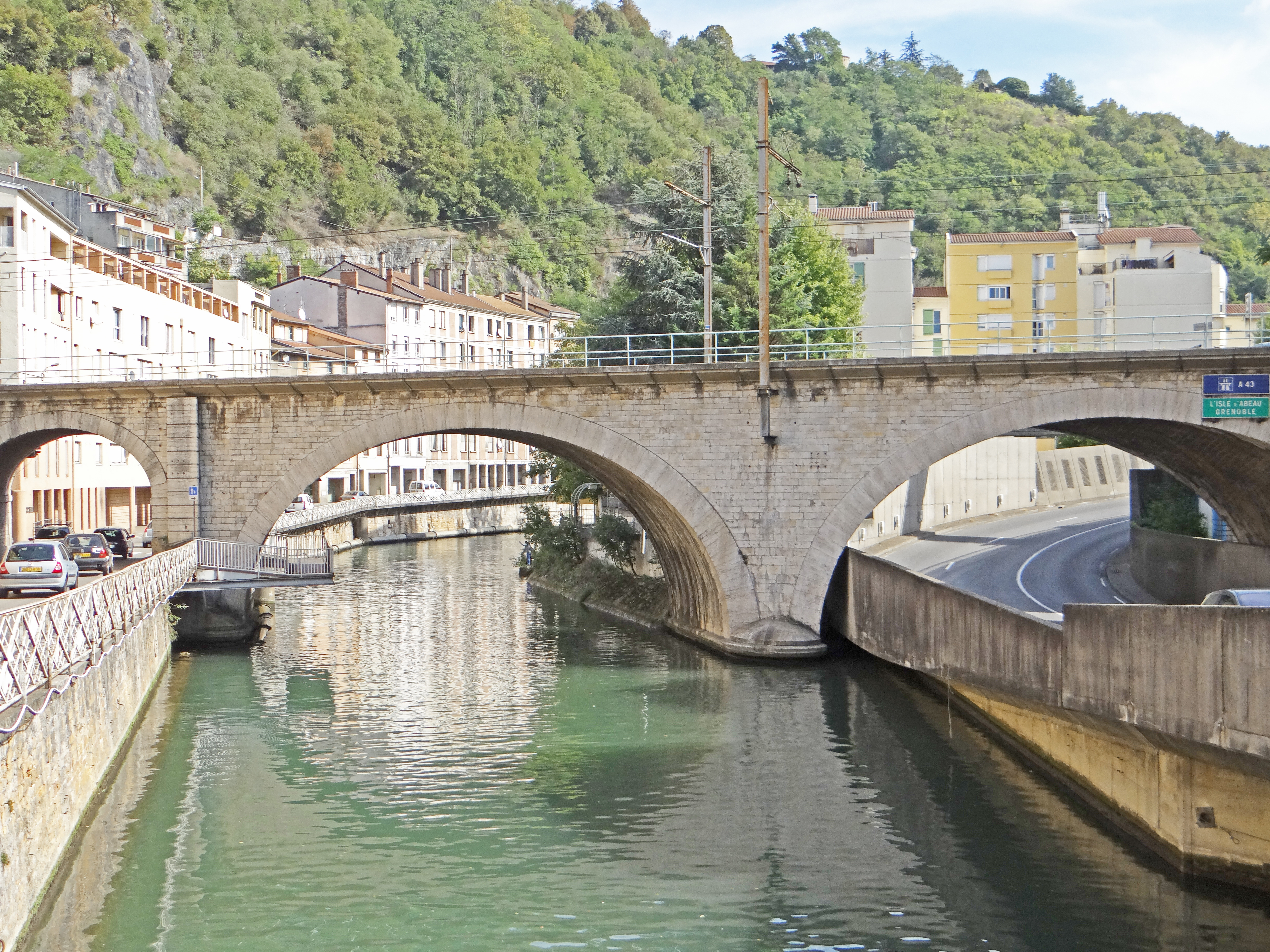
Die Gère

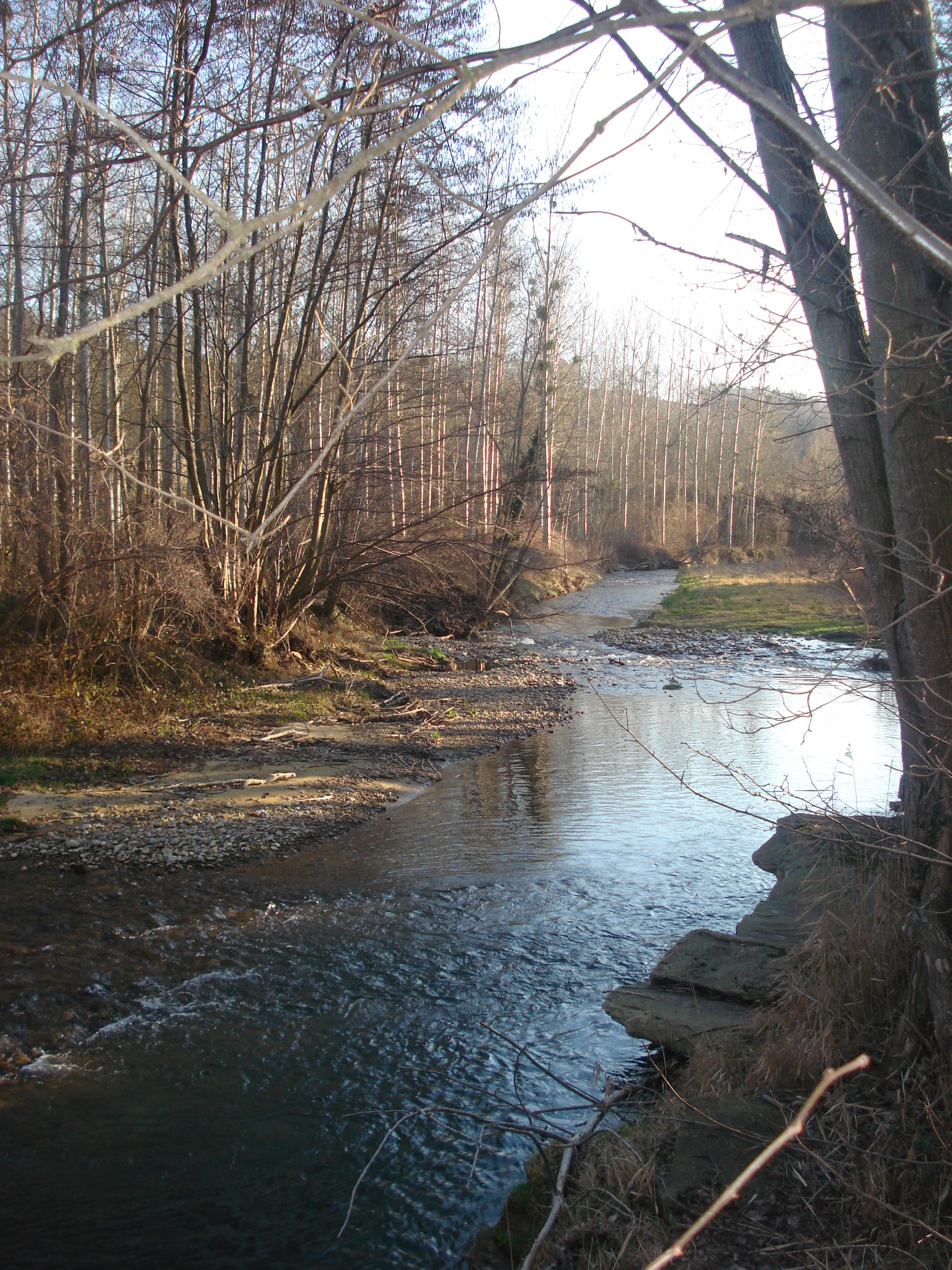
Die Galaure

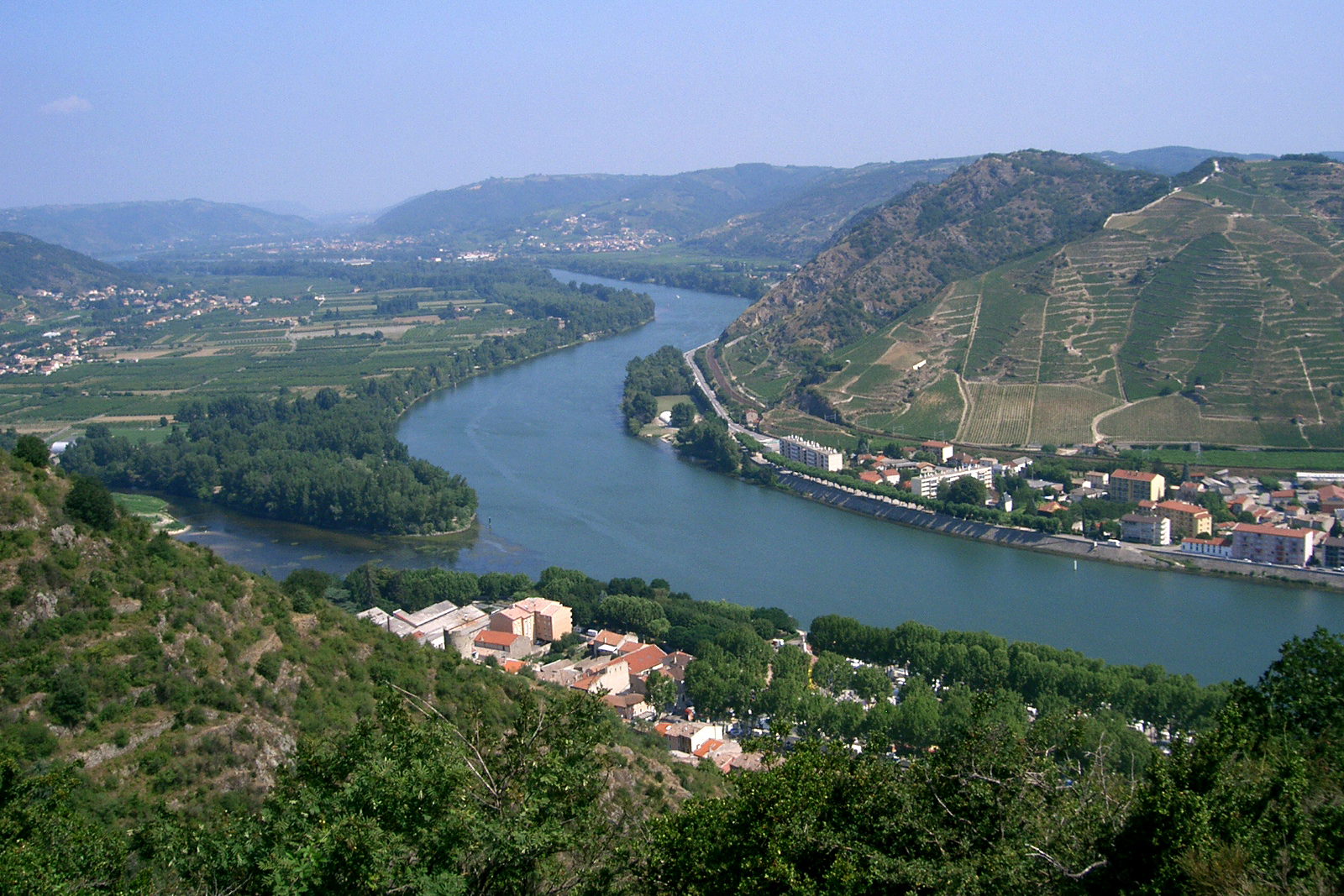
Mündung des Doux in die Rhone

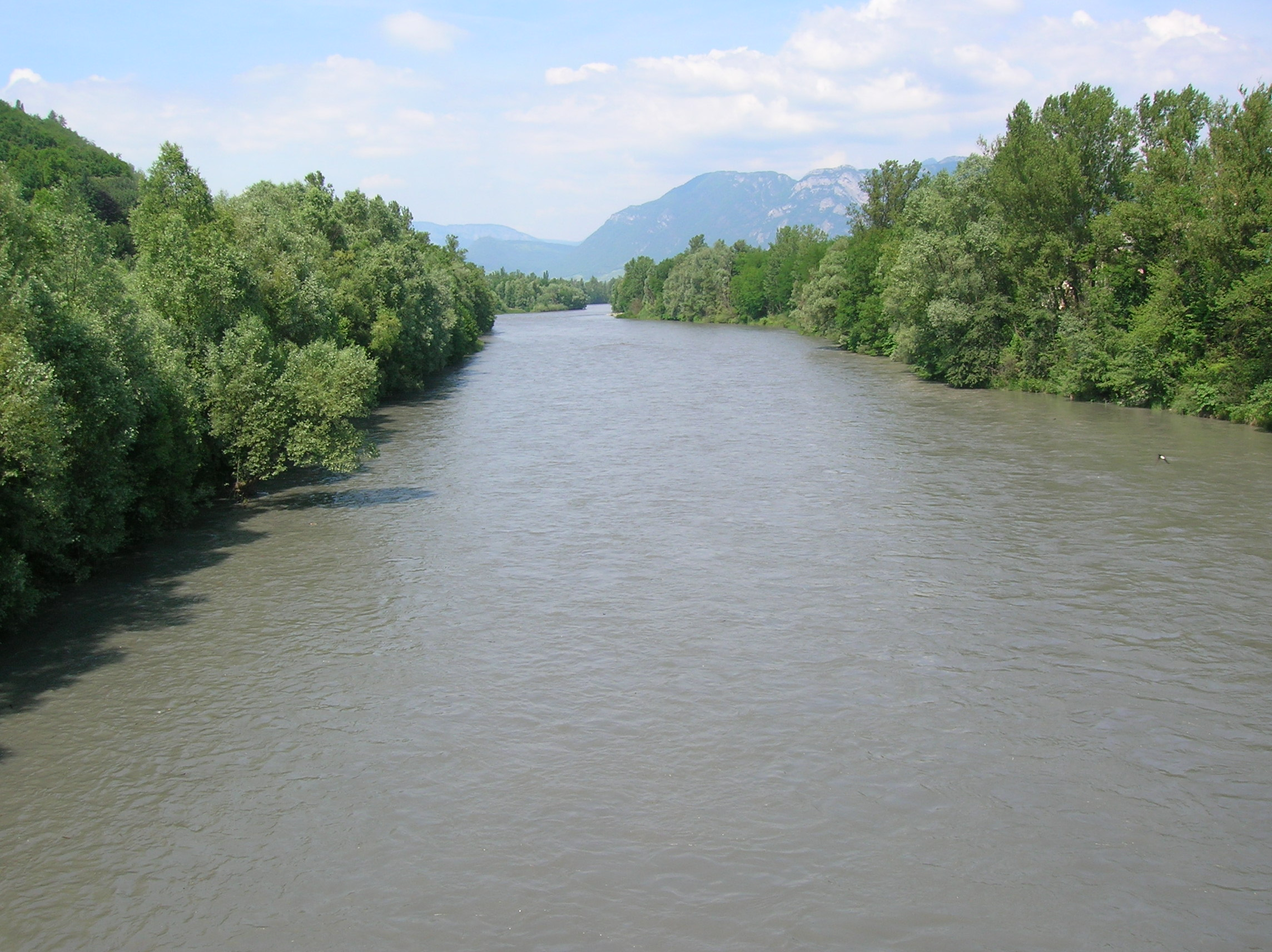
Die Isère

| linke Zuflüsse: - Ruisseau l’Ozon - Ruisseau de Corneton - Sévenne - Gère - Ruisseau de Malacombe - Ruisseau de Gerbole - Saluant - Varèze - Sanne - Collières - Bancel - Vivier - Galaure - Ruisseau de Riverolles - Ruisseau de Combs - Ruisseau de Rionne - Ruisseau des Voussères - Ruisseau de Crozes - Ruisseau des Torras - Ruisseau de la Bouterne - Isère - Barberolle - Épervière | rechte Zuflüsse: - Yzeron - Mouche - Garon - Gier - Ruisseau de Bans - Ruisseau du Sifflet - Ruisseau de Brésuit - Vézérance - Ruisseau des Lésardes - Ruisseau du Cognet - Ruisseau Molière - Ruisseau de Murinant - Ruisseau de la Félodière - Ruisseau de Aulin - Ruisseau de Basemon - Vernon - Vérin - Morquenant - Chanson - Valencize - Mornieux - Batalon - Ruisseau de la Bigande - Ruisseau de Merlan - Limony - Ruisseau de Montrond - Ruisseau de Marlet - Ruisseau de Vaudinet - Ruisseau de Vergelet - Ruisseau de Moure - Ruisseau de Crémieux - Ruisseau de Pégoul - Ruisseau du Baral - Ruisseau de la Ècoutay - Ruisseau de Torrenson - Ruisseau de Cueil - Ruisseau des Traverses - Cance - Ay - Ruisseau de Limelande - Ruisseau d’Ozon - Ruisseau de Pizon - Ruisseau de Berthollet - Ruisseau de Mazarieux - Ruisseau des Perrets - Ruisseau de la Tuilière - Doux - Rioudard - Ruisseau de la Verne - Ruisseau de la Goule - Ravin du Sauman - Mialan |

### Zuflüsse von Valence bis Rhonedelta

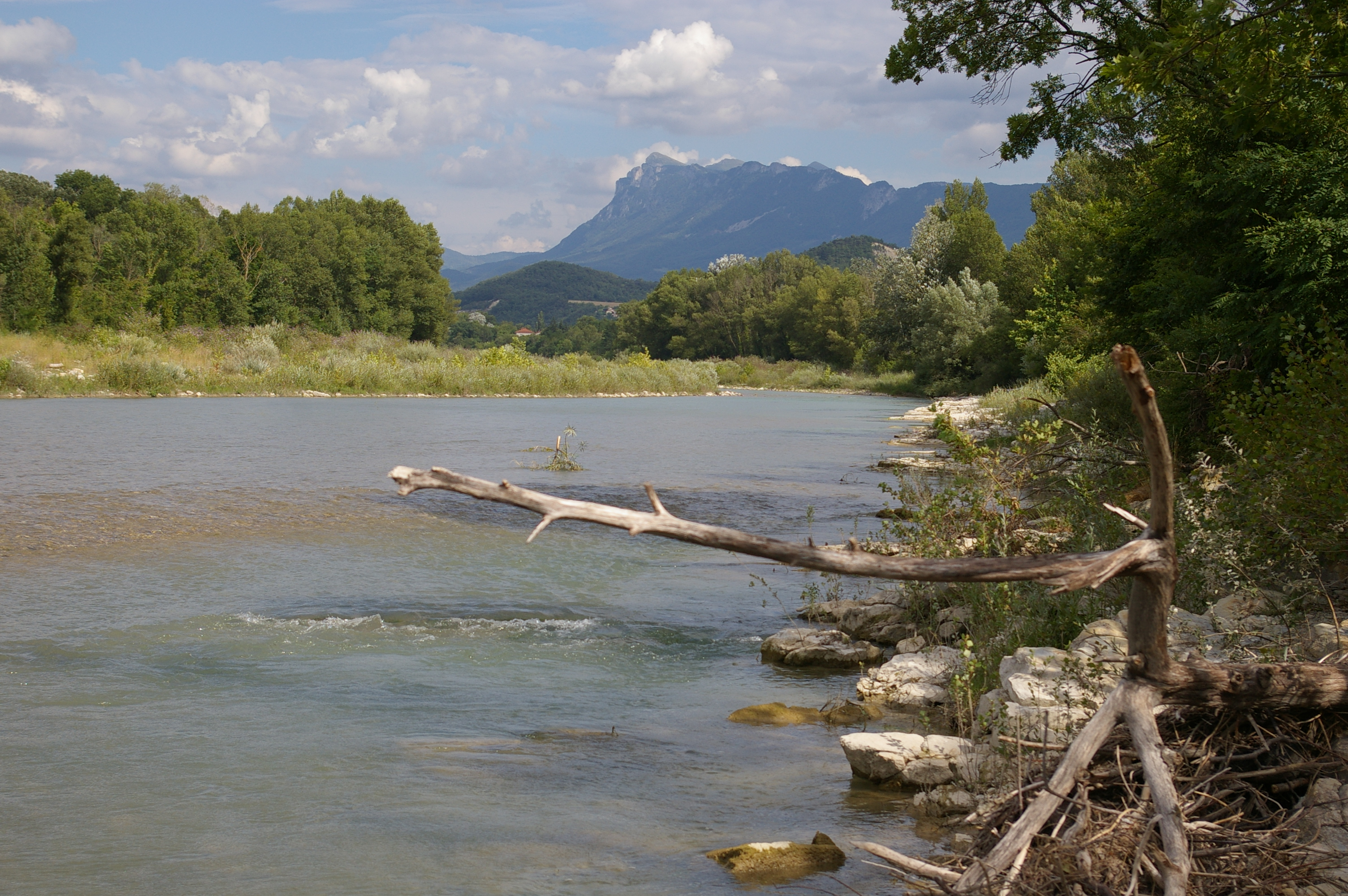
Die Drôme

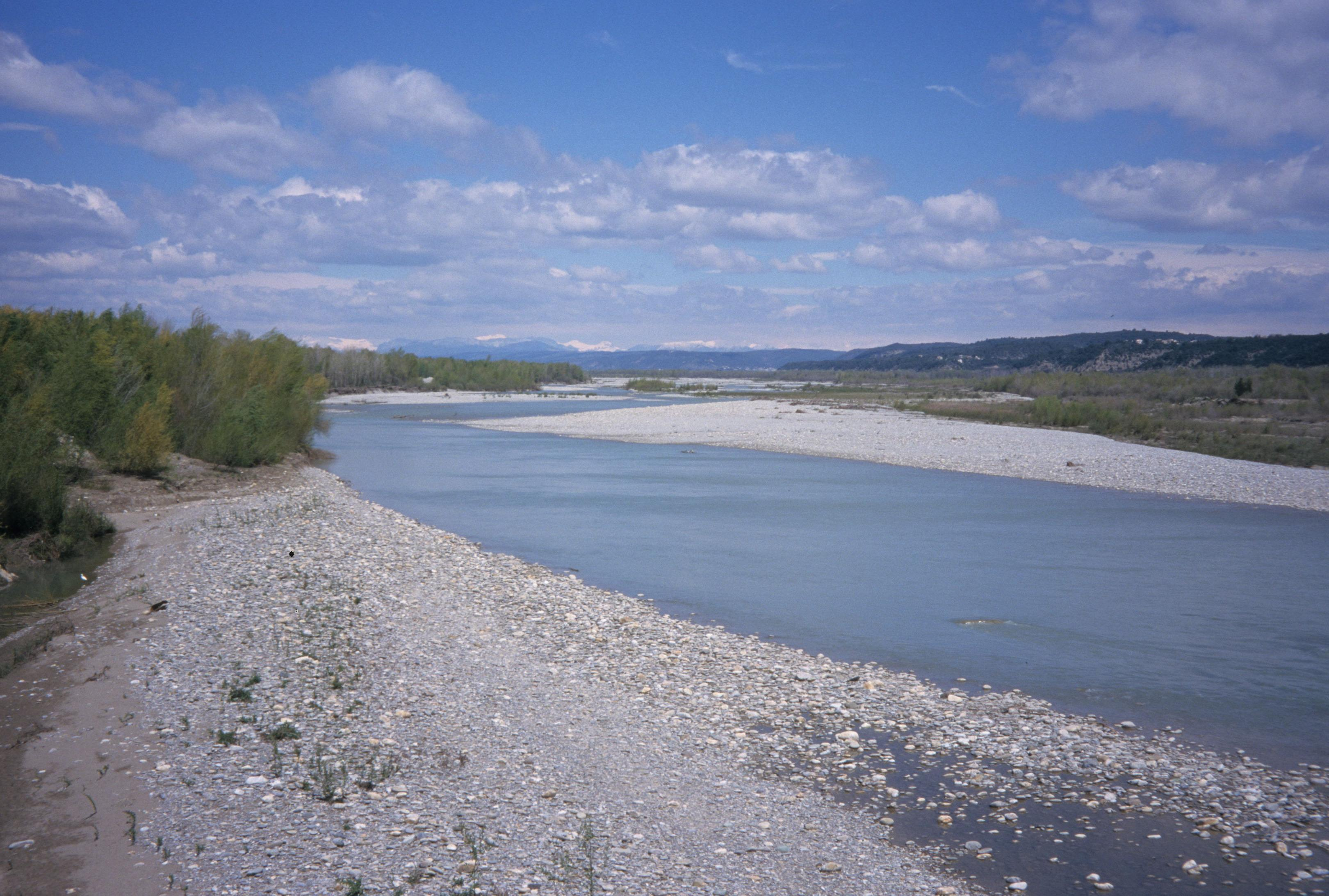
Die Durance

| linke Zuflüsse: - Véore - Drôme - Ruisseau de la Olagnier - Teyssonne - Ruisseau de Véronne - Ruisseau de Blomard - Ruisseau des Innocents - Leyne - Ruisseau de Fémourier - Ravin de Bontemps - Ravin des Fromages - Ravin de la Fontaine des Tuiles - Meyrol - Roubion - Raille - Grand Ravin - Berre - Fossè de Trave - Petite Berre - Lauzon - Lauzon - Lez - Valadas - Riou - Aigue - Meyne - Ouvèze - Durance | rechte Zuflüsse: - Embroye - Turzon - Eyrieux - Ruisseau de Bouchon - Ruisseau de Monteillet - Dague - Ouvèze - Payre - Ruisseau de Cournairet - Ruisseau de Sichier - Lavézon - Eygue - Gaffe - Frayol - Escoutay - Conche - Ruisseau de Sardagne - Ruisseau de Pontpierre - Ruisseau de sauchas - Ardèche - Arnave - Cèze - Nizon - Gard Ou Gardon |